# イノセント・ボーイズ
『イノセント・ボーイズ』（原題：The Dangerous Lives of Altar Boys）は、2002年のアメリカ映画。

## 概要
31歳で夭逝したクリス・ファーマンの半自伝的小説『放課後のギャング団』を読んで感動したジョディ・フォスターが自らプロデューサーを務めて映画化した作品である。
監督は、R.E.M.などのミュージック・ビデオの映像監督として活動し、本作が映画監督デビュー作となったピーター・ケア。劇中に登場するアニメーションは『スポーン』の原作者として知られるトッド・マクファーレンが制作している。
映画の宣伝キャッチコピーは、アメリカでは"Forgive me father, for I am 14."、日本では「僕たちが死んでも世界は何も変わらない。」

## あらすじ
物語の舞台は1974年のジョージア州。カトリック系の厳格な学校に通う14歳の少年ティム（キーラン・カルキン）、フランシス（エミール・ハーシュ）、ウェイド（ジェイク・リチャードソン）、ジョーイ（タイラー・ロング）の4人は、保守的な校風に抑圧され退屈な生活を送っていた。厳格な女性校長のシスター・アサンプタ（ジョディ・フォスター）を悪役に仕立てた自作コミックが見つかり、停学処分を言い渡された4人は学校に仕返しをしようと画策するのだった。

## スタッフ
- 監督：ピーター・ケア
- 製作：ジョディ・フォスター、ジェイ・シャピーロ、メグ・レフォーブ
- 原作：クリス・ファーマン『放課後のギャング団』（ハヤカワ文庫刊）
- 脚本：マイケル・ペトローニ、ジェフ・ストックウェル
- 撮影：ランス・アコード
- アニメーション制作：トッド・マクファーレン、ハンホ興業

## キャスト
| 役名                   | 俳優                             | 日本語吹替(VHS) |
| ---------------------- | -------------------------------- | --------------- |
| ティム・サリバン       | キーラン・カルキン               | 上田祐司        |
| フランシス・ドイル     | エミール・ハーシュ               | 阪口大助        |
| ウェイド・スカリシ     | ジェイク・リチャードソン         | 小尾元政        |
| ジョーイ・アンダーソン | タイラー・ロング                 | 下和田裕貴      |
| シスター・アサンプタ   | ジョディ・フォスター             | 深見梨加        |
| マージー・フリン       | ジェナ・マローン                 | 本名陽子        |
| ケイシー神父           | ヴィンセント・ドノフリオ         | 山野井仁        |
| ドニー                 | アーサー・ブリッジャーズ         | 阪口周平        |
| ドイルの母             | メリッサ・スザンヌ・マクブライド | よのひかり      |
| 父親                   | マイク・ハーディング             | 奥田啓人        |
| コリン                 | ニッキー・オルソン               | 佐藤勇          |
| レンジャー             |                                  | 雨蘭咲木子      |
| 店員                   |                                  | 村治学          |
| ウッドペッカー         |                                  | 京井幸          |